# نسبرسو

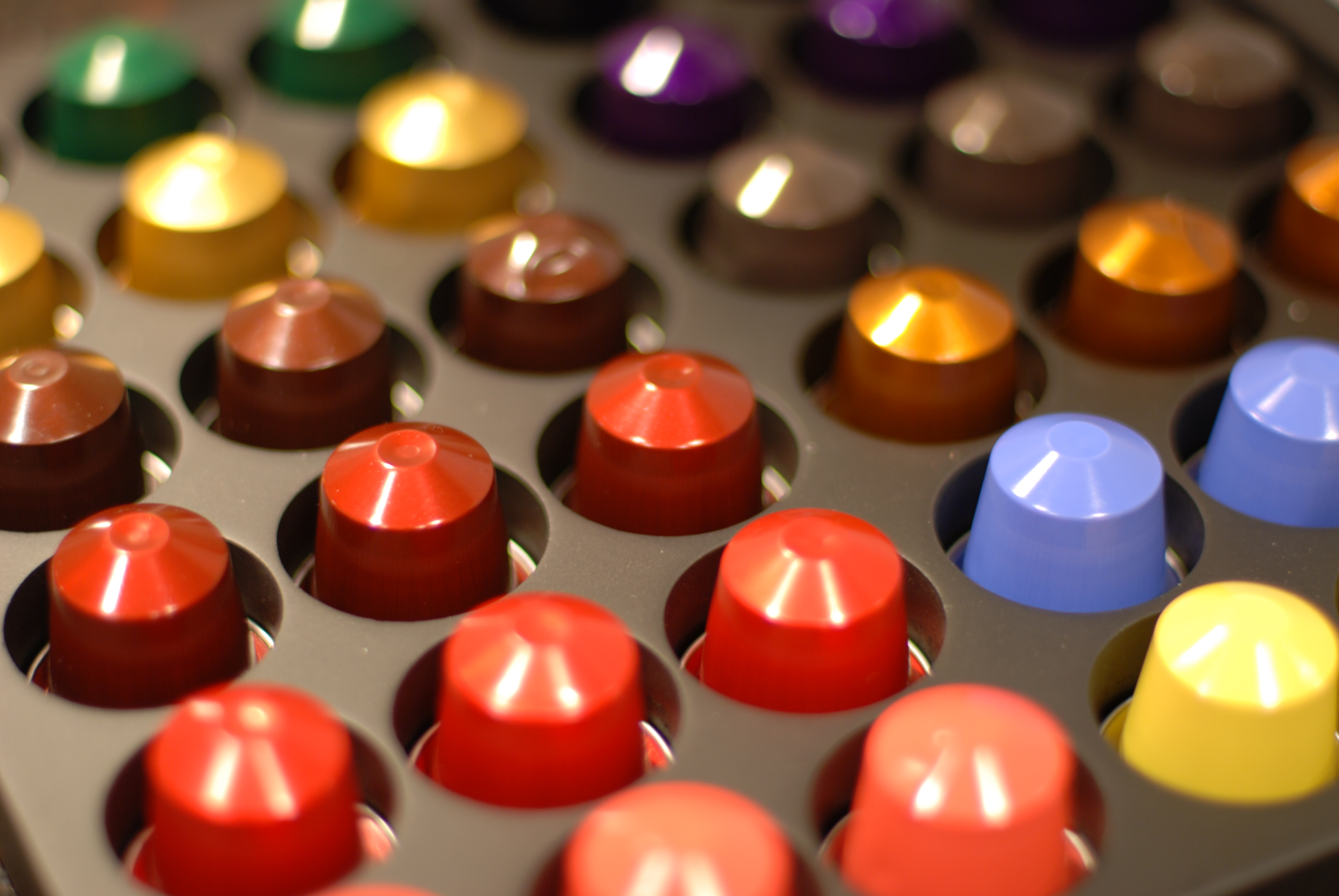
Assorted Nespresso capsules: each color indicates a variety of coffee

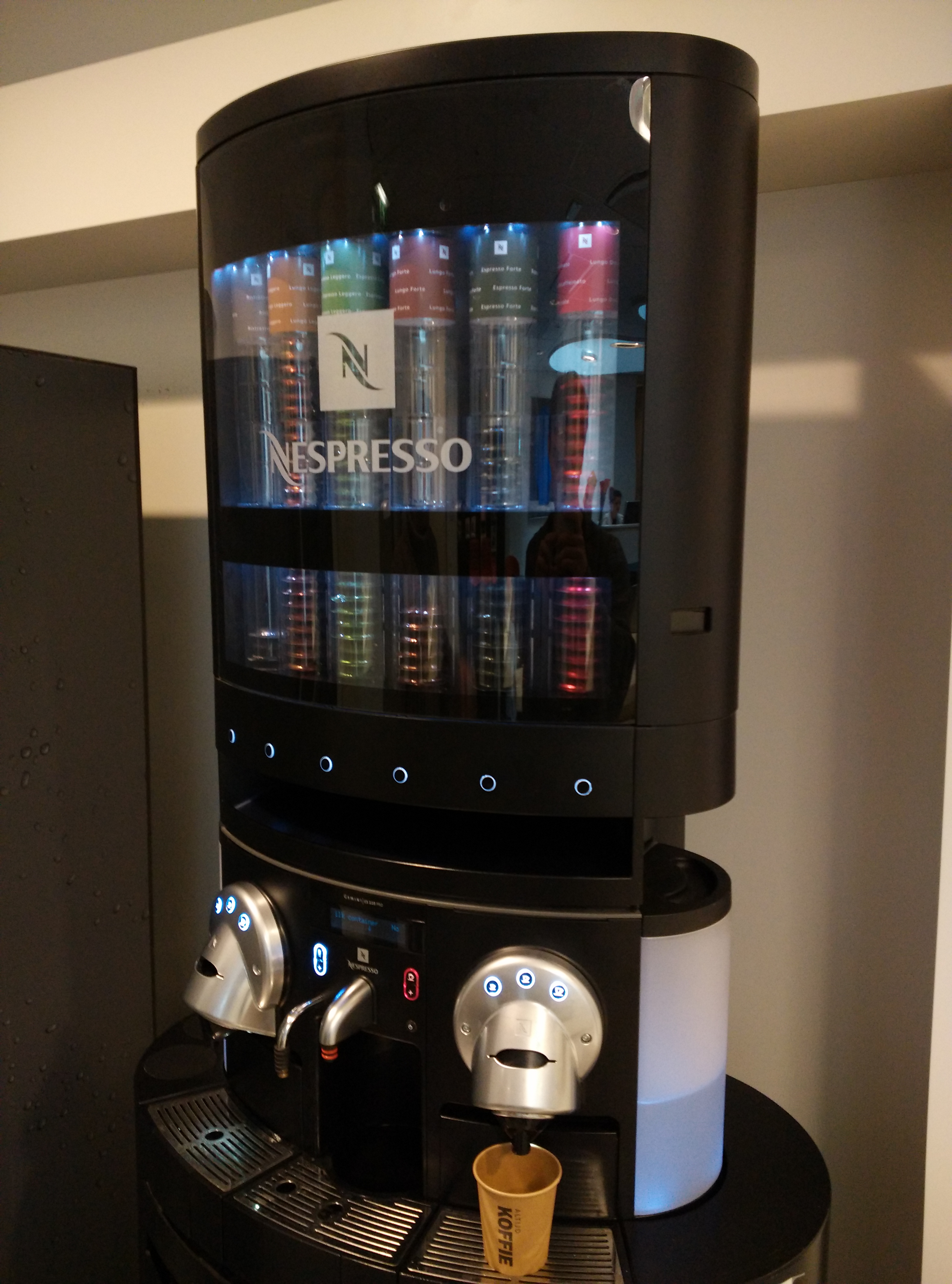
Nespresso machine containing professional-grade Nespresso pods, incompatible with the regular capsules

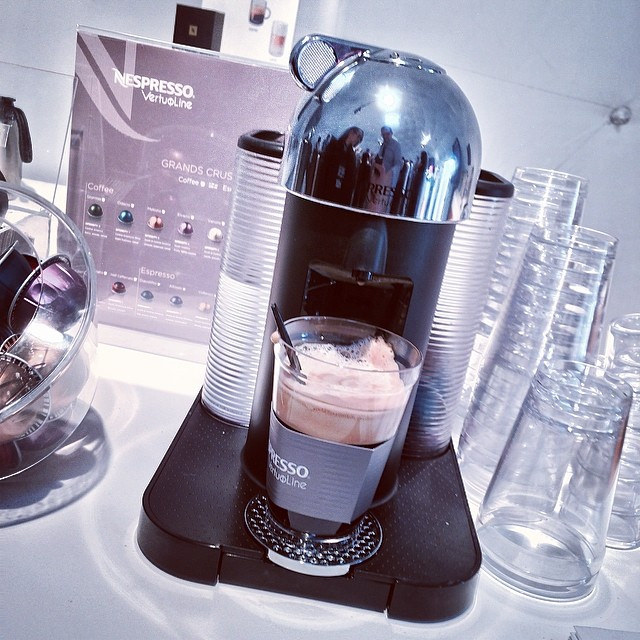
A VertuoLine machine and capsules

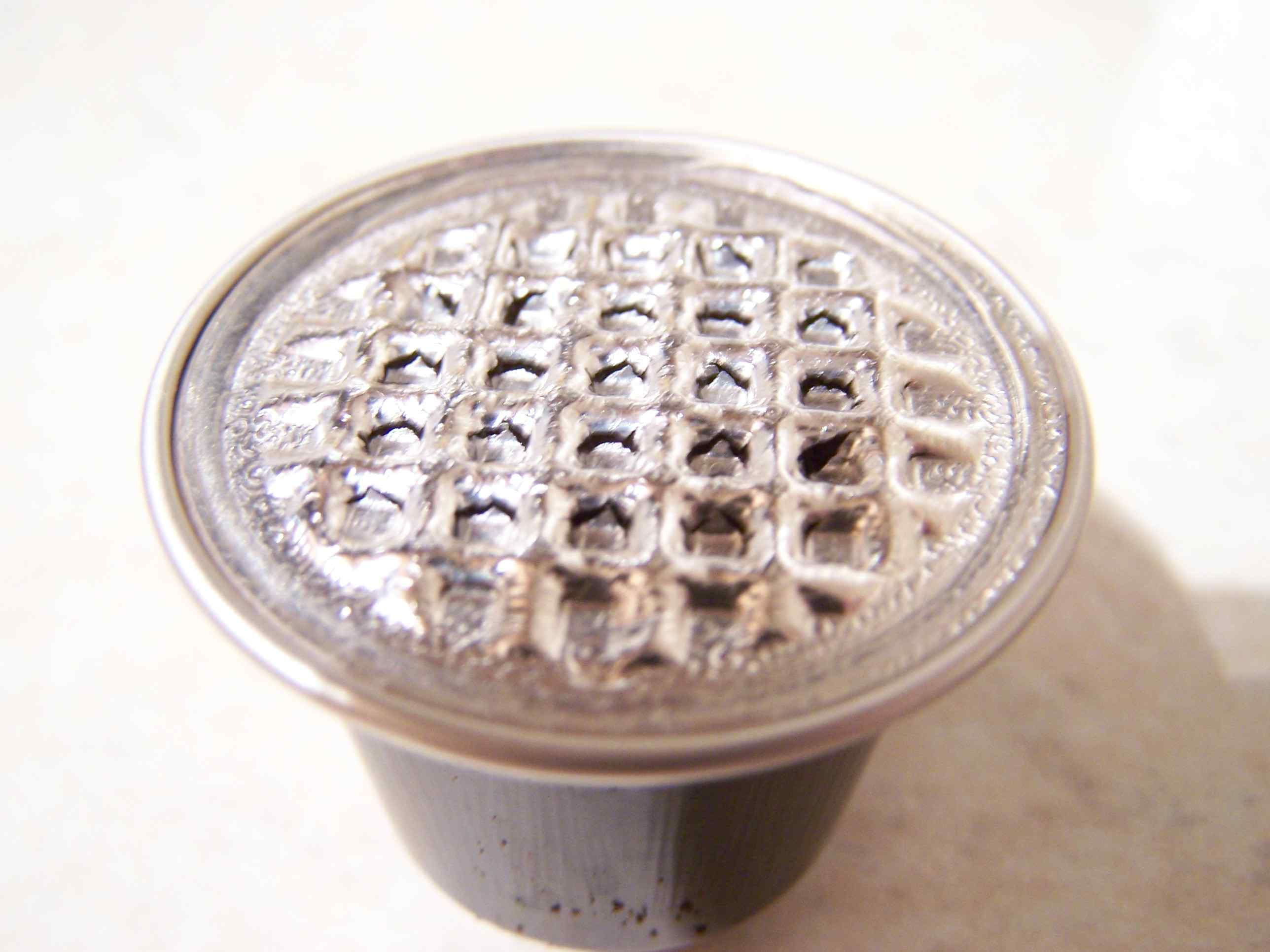
The bottom of a used Nespresso capsule, showing the ruptures in the foil from which the brewed coffee flows. These ruptures are created when the capsule is pressurized against the head of the machine.

نسبريسو منتج من شركة نستليه ومقرها مدينة لوزان، سويسرا. وهي أجهزة خاصة بتحضير القهوة حيث تتطلب وجود كبسولات تستخدم لمرة واحدة، وهي عبارة عن قوالب تحتوي في الداخل على البن المطحون مع بعض المنكهات.

## التاريخ
في عام 1976، ايريك فافير، موظف في شركة نستليه حصل على براءة اختراع وقدم نظام نسبرسو للسوق السويسري ولم يحقق أي نجاح في تلك الفترة. في عام 1988، مع جهود رجل الأعمال جين بول جيلارد، مؤسس مجتمع "Le Club" نجح المنتج نجاح باهر. في عام 1990، تم توقيع اتفاق مع شركة تورميكس، لصناعة وتسويق أجهزة نسبريسو في سويسرا.

## أنواع كبسولات نسبريسو
غزت كبسولات النسبريسو كل الأسواق الأوربية في أواخر الثمانينيات، ثم تحولت للأسواق الأمريكية مع بداية التسعينيات دون أن تفقد شعبيتها على مستوى دول العالم. تنقسم كبسولات نسبريسو لنوعين أساسيسين؛ كبسولات نسبريسو العادية وكبسولات نسبريسو فيرتولاين.
وصلت فريتولاين للأسواق الأمريكية مع بداية سنة 2014 قصد تلبية الطلب المتزايد على كمية القهوة الكبيرة التي يستهلكها الأمريكيون. بعدها، تم إطلاق اسم فيرتولاين على ماكينة نسبريسو ذات سعة تحضير القهوة الكبيرة.
توجد 3 اختلافات رئيسية بين كبسولات نسبريسو العادية وكبسولات فيرتولاين؛ نوعية المشروب، تقنية تخمير القهوة، حجم كبسولات النسبريسو.

## الأجهزة

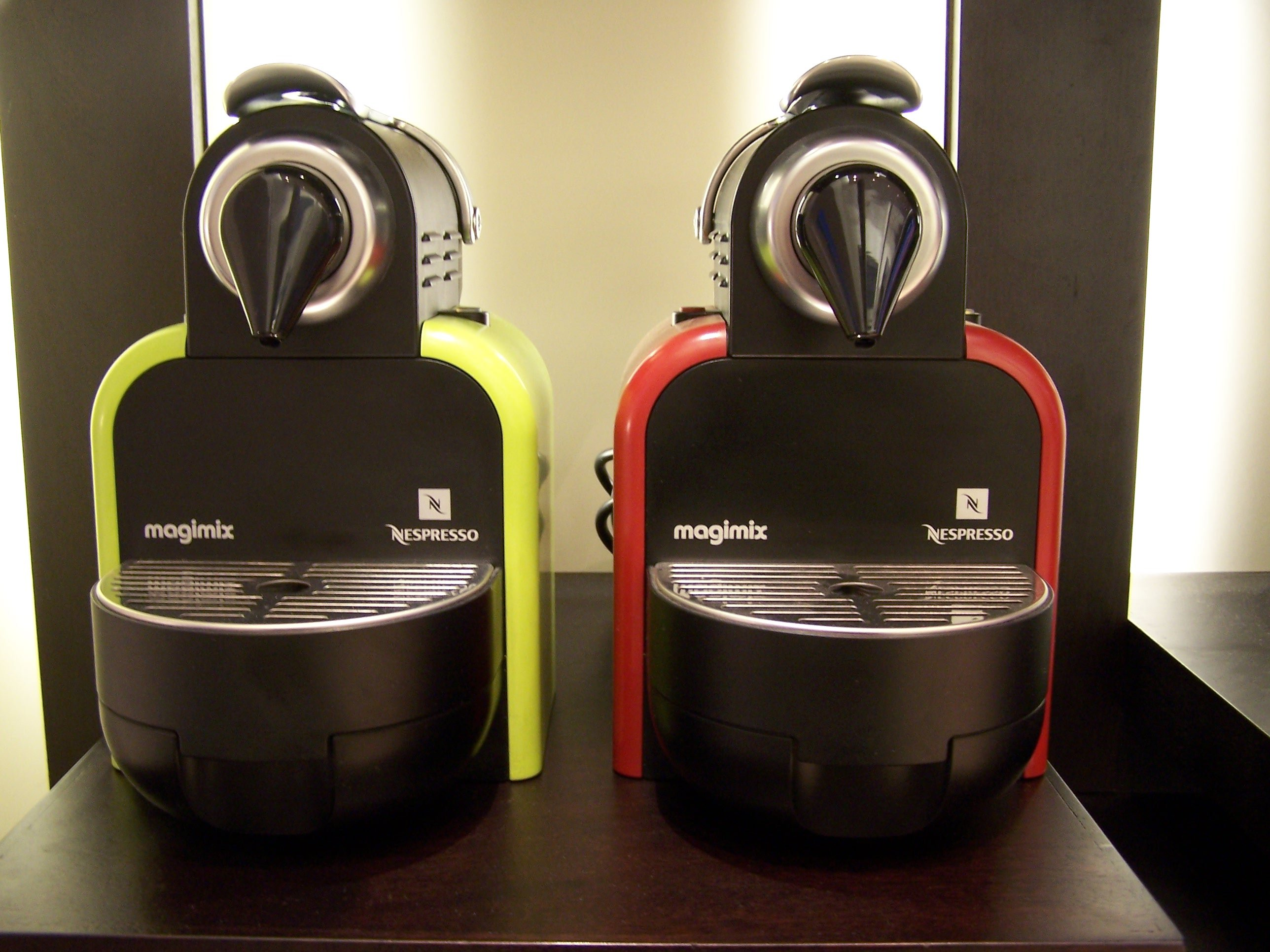
جهاز صنع النسبرسو Megamix

نسبريسو تقدم عدة أنواع من الأجهزة مصنعة من أشهر شركات صناعة معدات المطبخ مثل كروبس، ماجي ميكس وديلونجي.

## القهوة
نسبرسو تقدم 22 نوع من القهوة، بالإضافة إلى نوعين تباع لفترة محدودة من كل عام.

## وصلات خارجية
- موقع نيسبريسو